# سيليستينو أرماس
سيليستينو أرماس هو مهندس وسياسي فنزويلي، ولد في 15 ديسمبر 1935 في برشلونة في فنزويلا، وتوفي في 16 يناير 2011 في كاراكاس في فنزويلا. نشط حزبياً في حزب العمل الديمقراطي. وقد انتخب عضو مجلس نواب فنزويلا ‏.